# Пентацирконийтетракозарений
Пентацирконийтетракозарений — бинарное неорганическое соединение
рения и циркония
с формулой Re24Zr5,
кристаллы.

## Получение
- Сплавление стехиометрических количеств чистых веществ в инертной атмосфере:

{\displaystyle {\mathsf {24Re+5Zr\ {\xrightarrow {2500^{o}C}}\ Re_{24}Zr_{5}}}}

## Физические свойства
Пентацирконийтетракозарений образует кристаллы
кубической сингонии,
пространственная группа I 43m,
параметры ячейки a = 0,9626 нм, Z = 2,
структура типа марганца α-Mn
.
Соединение образуется по перитектической реакции при температуре 2500°C 
(2524°C ).